# Липчеи, Петер
Пе́тер Ли́пчеи (венг. Lipcsei Péter; 28 марта 1972, Казинцбарцика, Венгрия) — венгерский футболист и футбольный тренер. Выступал на позиции полузащитника. С 2014 года — главный тренер молодёжной команды «Ференцвароша».

## Международная карьера
Липчеи защищал цвета национальной сборной Венгрии с 1991 по 2005 год. Дебютировал 11 сентября 1991 года под руководством Роберта Глазера в товарищеской встрече со сборной Ирландии (1:2). Единственный мяч за сборную забил в 1997 году в ворота сборной Мальты (3:0).

## Достижения
«Ференцварош»:
- Чемпион Венгрии (4): 1992, 1995, 2001, 2004
- Обладатель Кубка Венгрии (6): 1991, 1993, 1994, 1995, 2003, 2004
- Обладатель Суперкубка Венгрии (3): 1994, 1995, 2004

 «Порту»:
- Чемпион Португалии (1): 1996
- Обладатель Суперкубка Португалии (1): 1996